# Hội quán Nhị Phủ

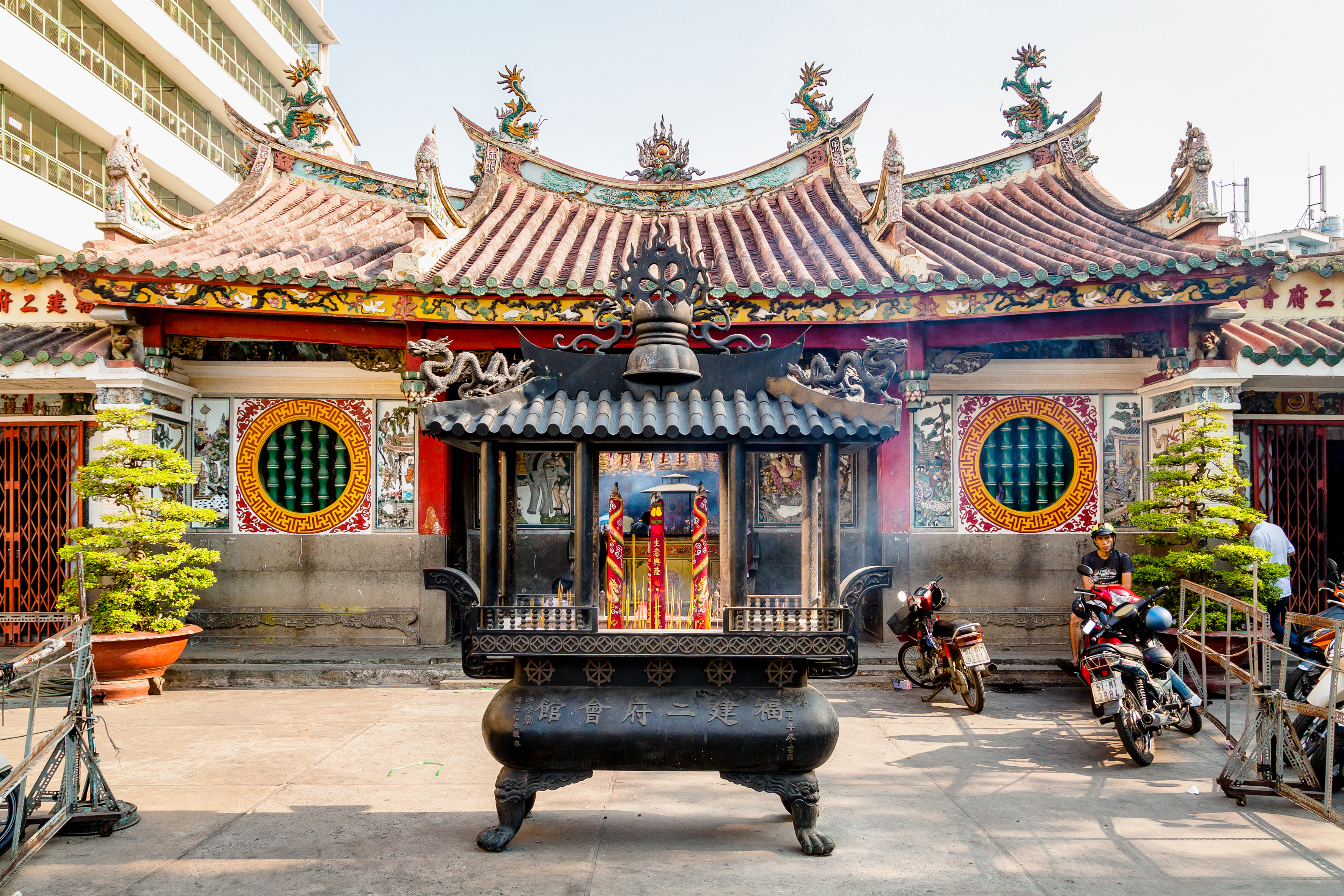
Miếu Nhị Phủ

Hội quán Nhị Phủ (chữ Hán: 二府會館), còn được gọi là Miếu Nhị Phủ hay Chùa Ông Bổn, là một cơ sở tín ngưỡng tại địa chỉ số 264 đường Hải Thượng Lãn Ông, Phường 14, Quận 5, Thành phố Hồ Chí Minh. Đây là hội quán do người Hoa gốc Phúc Kiến lập ra trên đất Đề Ngạn xưa (nay là vùng Chợ Lớn) vào khoảng đầu thế kỷ 18.

## Lịch sử

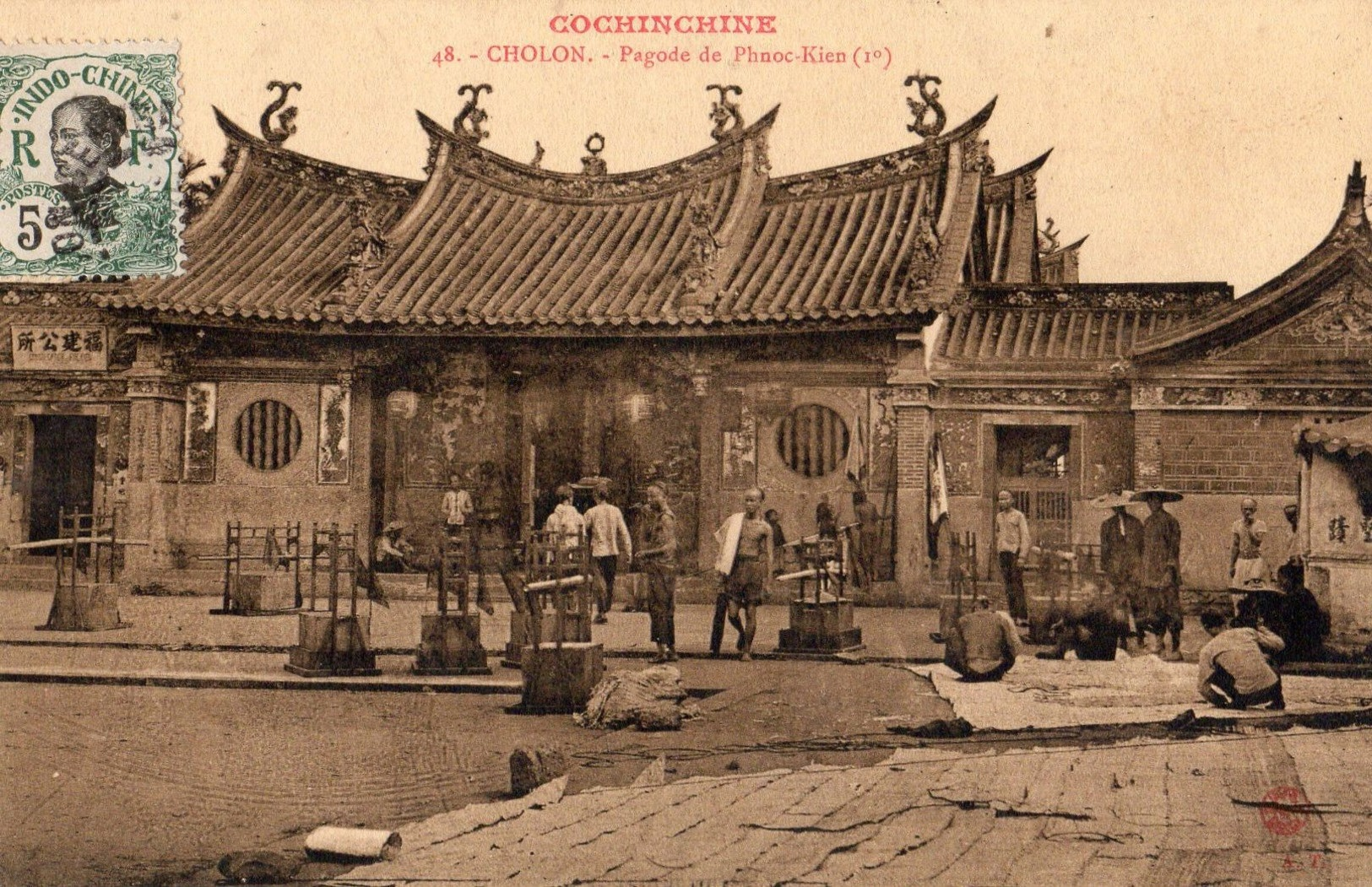
Hội quán Nhị Phủ trên một tấm bưu thiếp thời Pháp thuộc

Vào cuối thế kỷ 17, nhiều người Phúc Kiến vì mưu sinh nên đã qua đàng Trong rồi định cư ở Chợ Lớn. Để có nơi thờ cúng, giữ gìn tập tục và gặp gỡ; những người đồng hương ở 2 phủ Tuyền Châu và Chương Châu (nên có tên là Hội quán Nhị phủ), thuộc tỉnh Phúc Kiến (Trung Quốc) đã chung góp công sức, tiền của lập nên một ngôi thờ cách nay khoảng 275 năm, tức vào khoảng năm 1730, mà giờ đây có tên là miếu Nhị Phủ.
Về sau, nhóm Tuyền Châu lập thêm Hội quán Ôn Lăng vào năm 1740, nhóm Chương Châu lập thêm Hội quán Hà Chương vào năm 1809, cách không xa khu vực miếu Nhị Phủ.
Từ khi thành lập cho đến nay, miếu Nhị Phủ đã qua 3 lần trùng tu lớn vào những năm 1875, 1901 và 1990. Dù vậy, ngôi miếu vẫn giữ được nét cổ kính qua phong cách kiến trúc và trang trí truyền thống của người Phúc Kiến.
Trong bài phú dài có tên Cổ Gia Định phong cảnh vịnh, chùa Ông Bổn (vì ông Bổn được thờ chính), tức miếu Nhị Phủ đã được nhắc đến:
Coi chùa ông Bổn Đầu Cân
Dám quên chữ ngọn rau tấc đất.

## Kiến trúc

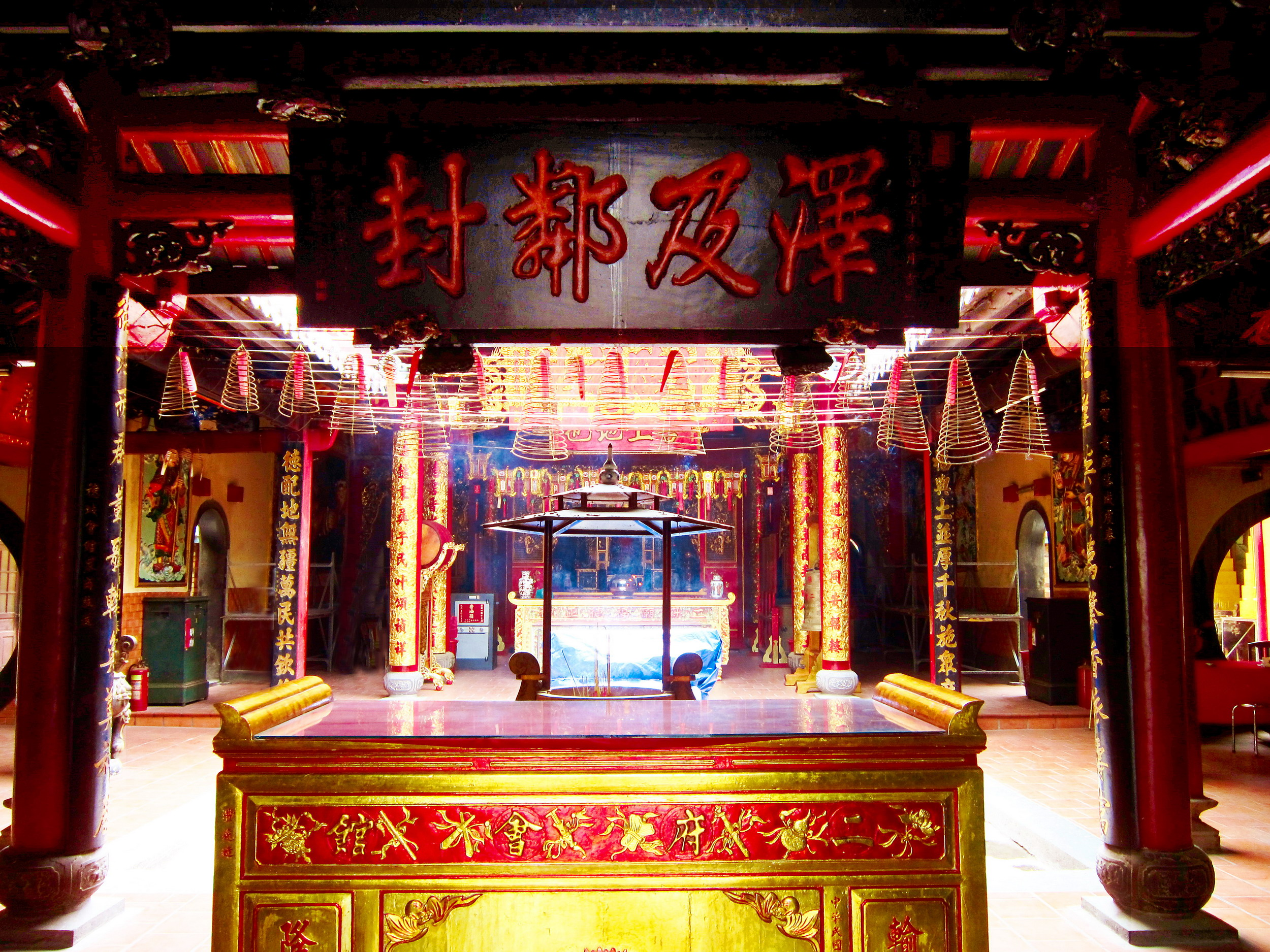
Nội thất miếu Nhị Phủ (ảnh 1)

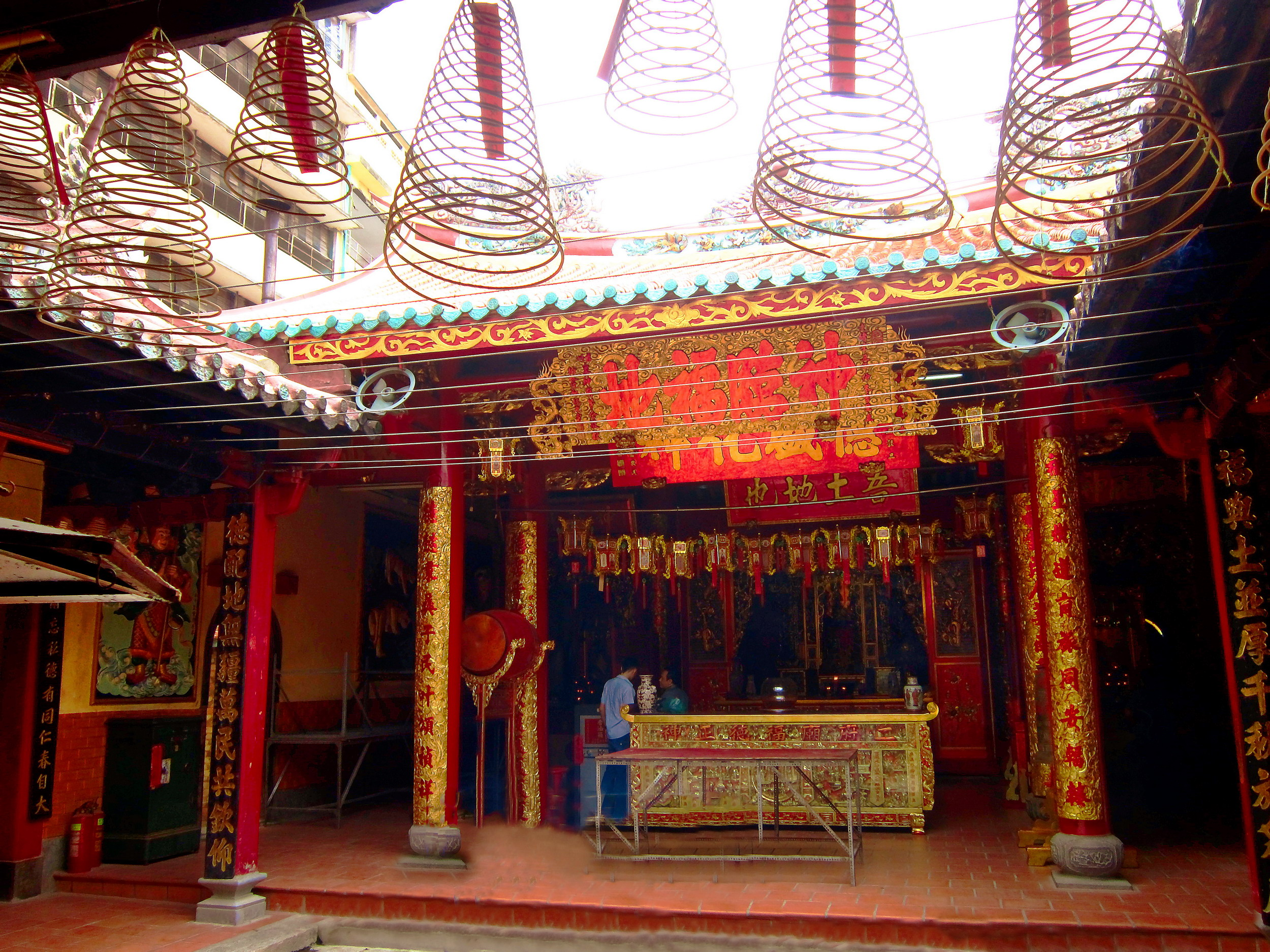
Nội thất miếu Nhị Phủ (ảnh 2)

Miếu Nhị Phủ toạ lạc trên một diện tích rộng khoảng 2.500 mét vuông. Phần sân chiếm gần phân nửa diện tích, phần còn lại dùng để xây dựng bao gồm các điện thờ và trụ sở hội quán.
Miếu có kiến trúc tổng thể theo hình chữ "khẩu" (chữ Hán), gồm 4 dãy nhà dài, vuông góc nhau, khoảng trống ở giữa tạo nên sân thiên tỉnh.
Mỗi dãy nhà đều có một lớp mái, riêng tiền điện có hai tầng mái. Tất cả mái đều lợp ngói ống, diềm mái là hàng ngói men xanh. Mái có hình thuyền, trên các đầu đao có gắn tượng cá hoá rồng, còn ở các đầu kìm là những tượng rồng, thân dựng thẳng, đuôi xoè lên cao, chầu hai bên mặt trời. Dọc theo đường bờ nóc và tàu đao là phù điêu rồng, phượng, mai, lan, cúc, trúc... được ghép bằng mảnh gốm nhiều màu sắc.
Nhìn chung, miếu Nhị Phủ là một công trình kiến trúc độc đáo, kết hợp điêu khắc gỗ, đá và gạch ngói, như những vòm cửa bằng đá, những hàng cột gỗ to, có cột cao đến 7m, chân cột kê trên các chân đế bằng đá chạm trổ mỹ thuật...

## Hiện vật quý

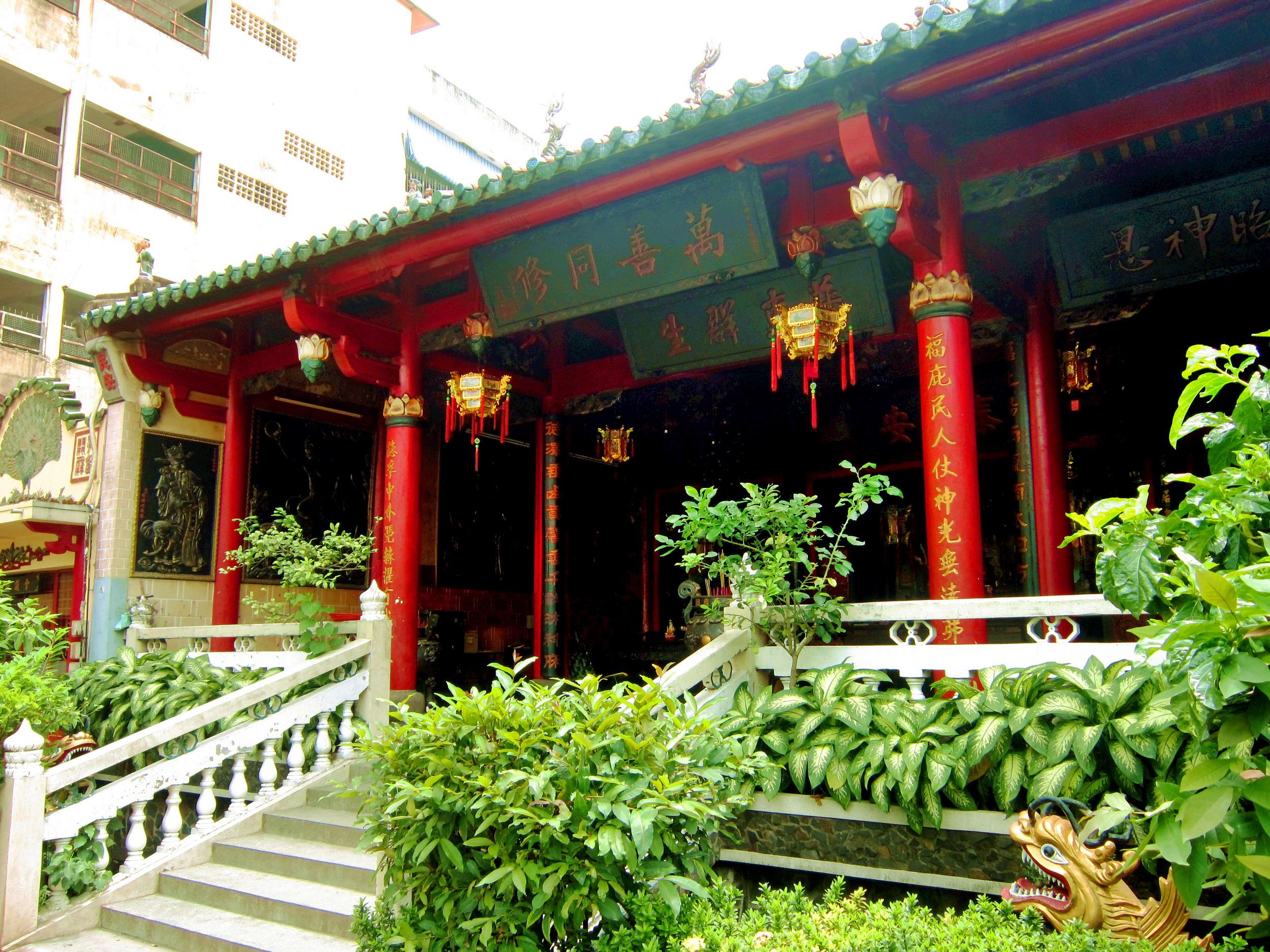
Hậu điện miếu Nhị Phủ

Trong miếu hiện còn lưu giữ một số hiện vật quý, như chuông cổ được đúc vào năm 1825, chuông bằng gang làm năm 1875, tượng kỳ lân bằng đá, các bao lam, bình phong... có niên đại từ giữa đến cuối thế kỷ 19.
Miếu có tất cả 14 câu đối và 30 hoành phi, phần lớn được làm từ năm 1864 đến năm 1901. Các hoành phi, câu đối được chạm viền xung quanh, bên trong chạm nổi các chữ Hán trên nền hoa văn rồng, mây, sóng nước... ngoài ý nghĩa ca ngợi thần thánh còn có giá trị nghệ thuật thư pháp và nghệ thuật chạm gỗ.
Các vị thánh, thần được tạo tác tinh tế bằng gỗ hoặc thạch cao. Và tất cả đều được đặt trong những khám thờ, được trang trí bằng nhiều họa tiết sinh động, đẹp đẽ. Trong các khám thờ, nổi bật và giá trị hơn cả là khám thờ ông Bổn, có niên đại 1894, được làm bằng gỗ, sơn son thiếp vàng, chạm trổ đề tài lưỡng long tranh châu, ngô đồng, phượng, lân... xen kẽ hoa văn đồng tiền, chữ thọ, tôm, cua, cá...trông rất nguy nga, lộng lẫy.

## Giá trị
Miếu Nhị Phủ là một trong những ngôi chùa miếu, có lịch sử lâu đời nhất của người Hoa ở Thành phố Hồ Chí Minh. Bên cạnh giá trị về nghệ thuật kiến trúc, điêu khắc, hiện vật cổ nơi đây còn có một giá trị khác, đó không chỉ là nơi đáp ứng nhu cầu tín ngưỡng mà còn là nơi qui tụ và tương trợ lẫn nhau của bà con người Phúc Kiến.
Vì vậy, vào ngày 30 tháng 8 năm 1998, miếu Nhị Phủ đã được Bộ Văn hóa Thông tin công nhận là một di tích Văn hóa-Lịch sử cấp quốc gia.

## Ông Bổn
Trong khi hầu hết các chùa, đền, miếu, hội quán của người Hoa ở Chợ Lớn đều thờ chính là Thiên Hậu Thánh mẫu hay Quan Đế, thì miếu Nhị Phủ là nơi duy nhất thờ Bổn Đầu Công, vị thần bảo vệ đất đai và con người.
“Phúc đức chính thần” tức ông Bổn, chiếm vị trí trung tâm của gian chính điện. Tượng ông Bổn bằng gỗ cao khoảng 1,5m, thể hiện một ông già quắc thước, khoan hòa với chòm râu bạc trắng buông dài, dáng ngồi thoải mái, một tay gác lên tay ngai, một tay vuốt chòm râu...
Ngoài Ông Bổn được thờ chính (ngày lễ tế: 15 tháng 8 âm lịch), Nhị Phủ còn thờ Ngọc Hoàng Thượng đế, Quảng Trạch Tôn Vương, Quảng Đại Tôn Vương, Thái Tuế, Quan Công, Bồ-tát Quan Thế Âm, Chúa Sanh nương nương, Hoa Phấn phu nhân, cùng rất nhiều vị thần khác.